# João Lourenço da Cunha, senhor de Pombeiro
João Lourenço da Cunha, 2.º senhor de Pombeiro e vassalo do Infante D. João, filho de Inês de Castro e do rei D. Pedro I de Portugal que foi casado com D. Leonor Telles de Menezes, mais tarde rainha por casamento com o rei D. Fernando.
Era filho de Martim Lourenço da Cunha e D. Maria, filha de Gonçalo Eanes de Briteiros.
Em 1 de julho de 1379, o rei D. Fernando doa os bens de João Lourenço a Fernando Afonso de Albuquerque.
João Lourenço da Cunha, que foi senhor de Pombeiro, casou com D. Leonor Telles, filha de D. Martim Afonso Teles de Meneses. Divorciada do marido, D. Leonor casou depois com el-Rei D. Fernando após este ter pedido a anulação do primeiro consórcio.
Os historiadores espanhóis dizem que Leonor Teles e João Lourenço da Cunha formavam um casal feliz e que foi o poder despótico do Rei D. Fernando que, ao ficar apaixonado por ela, obrigou-os a separarem-se, alegando que tinham um grau de parentesco próximo e que estavam casados sem a necessária dispensa papal, o que não era verdade, pois, segundo estes investigadores, o rei ocultou as provas da dita dispensa.
A trama foi tão grande que o rei chegou a acusá-lo de o querer envenenar e ele foi obrigado a fugir para o Reino de Castela.
João Lourenço da Cunha volta para Portugal, no final de 1383, e recebe do Mestre de Avis várias mercês. No entanto, ele acaba por trair o seu benfeitor, ao auxiliar D. Pedro de Castro na entrada dos castelhanos, em Lisboa, durante o cerco de 1384, que a cidade sofreu. João Lourenço da Cunha adoece antes de se concretizar a dita traição. O seu confessor levou-o a confessar tudo ao Mestre, tendo João Lourenço da Cunha aproveitado a ocasião para reconhecer a legitimidade de Álvaro de Sousa (tido como bastardo de Lopo Dias de Sousa), que era, na verdade, Álvaro da Cunha, visto ser seu filho e da Rainha D. Leonor Teles.
O referido seu filho Álvaro da Cunha, senhor de Pombeiro como seu pai, virá a casar com D. Brites de Melo, filha de D. Martim Afonso de Melo, 5.º senhor de Melo e de D. Inês Lopes de Brito. Com descendência.
Na mesma condição terá tido outra filha que, segundo alguns genealogistas, nomeadamente Felgueiras Gayo, casou com Vasco Lourenço de Almada.